# Aeonium mixtum
Aeonium mixtum är en fetbladsväxtart som beskrevs av Paul V. Heath. Aeonium mixtum ingår i släktet Aeonium och familjen fetbladsväxter. Inga underarter finns listade i Catalogue of Life.